# Grupo de viviendas San Carlos
El grupo de viviendas San Carlos era una zona residencial situada en el municipio español de Nerva, en la provincia de Huelva, comunidad autónoma de Andalucía. Construido a comienzos del siglo XX en la mina de Peña del Hierro, en la actualidad el recinto se encuentra mayoritariamente en estado ruinoso.

## Historia
Esta zona residencial fue construida en 1902 por la Peña Copper Mines Company Limited con el fin de albergar a los miembros de su «staff» destinados en la explotación minera de Peña del Hierro. Se trataba de un grupo de ocho viviendas adosadas que estaban dispuestas en torno a una plaza, en la cual existía una pequeña fuente. El acceso al recinto estaba custodiado por una verja. Las viviendas disponían de un jardincito en la entrada, de cuatro habitaiciones, cocina y un excusado. En la actualidad el antiguo recinto se encuentra en estado ruinoso, con excepción de una vivienda que ha sido rehabilitada.